# 五克拉愛情
《五克拉愛情》（法語：Place Vendôme）是一部於1998年上映的法國犯罪劇情片。該片由妮可·賈西亞執導，凱撒琳·丹尼芙主演，並以巴黎旺多姆广场命名。
丹尼芙贏得第55屆威尼斯影展沃爾庇杯。

## 劇情
文森特·馬里韋特（Vincent Malivert）為旺多姆广场高檔區的一家有聲望的珠寶經紀公司的負責人。他因債務阻礙以及涉嫌被偷珠寶非法交易而自殺，讓她的妻子瑪麗安娜（Marianne）收拾殘局。
瑪麗安娜在酗酒診所出出入入了幾年，並在丈夫的保險箱發現了一系列完美切割的鑽石。雖然她執導這些鑽石有可能是偷的，但她依舊決定利用這個機會重築生活，並嘗試為這些藏起來的珠寶尋找買家。她無意中被非法商人巴帝斯泰利（Battistelli）吸引，正是那個男人將她帶入了一場災難性和沒有愛情的婚姻。

## 角色
- 凱撒琳·丹尼芙 飾 瑪麗安娜·馬里韋特
- 尚-皮爾·巴克希（英语：Jean-Pierre Bacri） 飾 簡-皮爾
- 艾曼纽·塞涅 飾 娜塔莉
- 傑克·瞿彤克（英语：Jacques Dutronc） 飾 巴帝斯泰利
- 伯納德·弗雷鬆（英语：Bernard Fresson） 飾 文森特·馬里韋特
- 佛罕索瓦·貝蘭（英语：François Berléand） 飾 埃里克·馬里韋特
- 德拉甘·尼柯立克（英语：Dragan Nikolić） 飾 亞諾什
- 拉里·蘭姆（英语：Larry Lamb） 飾 克里斯托弗·馬科斯
- 奧托·塔西格（英语：Otto Tausig） 飾 薩米
- 拉斯洛·薩博（英语：László Szabó (actor)） 飾 查理·羅森
- 伊麗莎白·克默蘭（法语：Elisabeth Commelin） 飾 皮爾森小姐
- 菲利普·克利夫诺（法语：Philippe Clévenot） 飾 克萊澤
- 馬力克·奇迪（英语：Malik Zidi） 飾 薩米的兒子
- 艾瑞克·呂夫（英语：Éric Ruf） 飾 菲利普·特內斯
- 妮達爾·艾兒-艾斯海爾（英语：Nidal Al-Askhar） 飾 薩利哈米
- 朱利安·費羅斯（英语：Julian Fellowes） 飾 沃吉曼
- 邁克爾·卡爾金（英语：Michael Culkin） 飾 啤酒人

## 影評
《紐約時報》的大衛·基爾（David Kehr）寫道：「儘管電影有許多缺點，但它從來不會失去其對有吸引性的中心人物的焦點苦難重重。（生活中）極大的苦難和勝利，或者平平無奇，丹尼芙女士都是嘆為觀止般的壯觀景象。」

## 外部鏈接
- 互联网电影数据库（IMDb）上《五克拉愛情》的资料（英文）
- AllMovie上《五克拉愛情》的资料（英文）
- 爛番茄上《五克拉愛情》的資料（英文）
- Metacritic上《五克拉愛情》的資料（英文）
- Box Office Mojo上《五克拉愛情》的資料（英文）